# 印度教育部
印度教育部是印度政府下屬的一个部門，主要负责实施印度的教育政策。 该部又分为两个司：学校教育和扫盲司，這個司主要负责小学、中学和高中教育、成人教育和扫盲；高等教育司，這個司主要负责大学教育、技術培訓、奖学金等事務。
印度自1947年起就设有教育部。1985年，拉吉夫·甘地政府将其名称改为人力资源开发部。2020年，纳伦德拉·莫迪政府又將人力资源开发部又改回教育部。 